# Hell's Island
Hell's Island (prt: A Ilha do Inferno; bra: Ilha do Inferno) é um filme de drama noir estadunidense de 1955 dirigido por Phil Karlson e estrelado por John Payne e Mary Murphy. O filme foi relançado em 1962 sob o título South Sea Fury.

## Elenco
- John Payne como Mike Cormack
- Mary Murphy como Janet Martin
- Eduardo Noriega como Inspetor Peña
- Francis L. Sullivan como Barzland
- Arnold Moss como Paul Armand
- Paul Picerni como Eduardo Martin
- Walter Reed como Lawrence
- Pepe Hern como Lalo
- Robert Cabal como Miguel
- Sándor Szabó como Johann Torbig